# Frida Hansdotter
Frida Marie Hansdotter (Västerås, 13 dicembre 1985) è un'ex sciatrice alpina svedese, specialista delle prove tecniche. In carriera ha vinto il titolo olimpico nello slalom speciale a Pyeongchang 2018, la Coppa del Mondo di slalom speciale nel 2016 e tre medaglie iridate nella stessa specialità, oltre ad altre due medaglie ottenute nelle competizioni a squadre.

## Biografia

### Stagioni 2001-2009
La Hansdotter, originaria di Norberg, ha iniziato a partecipare a gare FIS nel gennaio del 2001; nella stagione 2002-2003 ha fatto il suo esordio in Coppa Europa (il 24 novembre a Åre, senza concludere lo slalom speciale in programma) e ai Mondiali juniores. La sua prima partecipazione alla Coppa del Mondo è del 23 ottobre 2004, quando ha preso parte allo slalom gigante di Sölden senza qualificarsi per la seconda manche.
Il 9 gennaio 2005 ha colto a Leukerbad la sua prima vittoria, nonché primo podio, in Coppa Europa, mentre nel 2007 è stata convocata per i supi primi Campionati mondiali: nella rassegna iridata di Åre è arrivata 30ª in supergigante. Due anni dopo, ai Mondiali di Val-d'Isère 2009, ha invece ottenuto il 15º posto nello slalom speciale e non ha completato le altre prove cui ha preso parte (supergigante, slalom gigante e supercombinata). Il 7 marzo dello stesso anno ha conquistato il primo podio in Coppa del Mondo, giungendo 2ª nello slalom speciale di Ofterschwang.

### Stagioni 2010-2016
Ai XXI Giochi olimpici invernali di Vancouver 2010 è stata 15ª nello slalom speciale. 8ª nella medesima specialità ai Mondiali di Garmisch-Partenkirchen 2011, nella successiva rassegna iridata di Schladming 2013 ha conquistato la medaglia d'argento nella gara a squadre il 12 febbraio e, quattro giorni dopo, quella di bronzo nello slalom speciale; nello slalom gigante è stata invece 5ª.
Il 2 febbraio 2014, dopo aver ottenuto fino ad allora in carriera otto secondi posti, è riuscita a conquistare la sua prima vittoria in Coppa del Mondo, nello slalom speciale di Kranjska Gora. Due settimane dopo, ai XII Giochi olimpici invernali di Soči 2014, si è classificata 13ª nello slalom gigante e 5ª nello slalom speciale. Ai Mondiali di Vail/Beaver Creek dell'anno seguente si è aggiudicata la medaglia d'argento nello slalom speciale ed è stata 12ª nello slalom gigante. Nella stagione 2015-2016 ha vinto la Coppa del Mondo di slalom speciale con 85 punti di vantaggio sulla seconda classificata, Veronika Zuzulová.

### Stagioni 2017-2019
Il 10 gennaio 2017 ha colto a Flachau in slalom speciale la sua ultima vittoria in Coppa del Mondo; ai successivi Mondiali di Sankt Moritz 2017 ha vinto la medaglia di bronzo in slalom speciale e nella gara a squadre, classificandosi inoltre 16ª nello slalom gigante. Ai XXIII Giochi olimpici invernali di Pyeongchang 2018, sua ultima presenza olimpica, ha vinto la medaglia d'oro nello slalom speciale e si è classificata 6ª nello slalom gigante e 5ª nella gara a squadre.
Il 22 dicembre 2018 è salita per l'ultima volta sul podio in Coppa del Mondo, classificandosi 3ª nello slalom speciale disputato a Courchevel; ai successivi Mondiali di Åre 2019, suo congedo iridato, è stata 11ª nello slalom gigante, 5ª nello slalom speciale e 5ª nella gara a squadre. Al termine di quella stessa stagione 2018-2019 si è ritirata dall'attività agonistica; la sua ultima gara in carriera è stata lo slalom gigante di Coppa del Mondo disputato a Soldeu il 17 marzo, che non ha completato.

## Palmarès

### Olimpiadi
- 1 medaglia:
  - 1 oro (slalom speciale a Pyeongchang 2018)

### Mondiali
- 5 medaglie:
  - 2 argenti (gara a squadre Schladming 2013; slalom speciale a Vail/Beaver Creek 2015)
  - 3 bronzi (slalom speciale a Schladming 2013; slalom speciale a Sankt Moritz 2017; gara a squadre a Sankt Moritz 2017)

### Coppa del Mondo
- Miglior piazzamento in classifica generale: 5ª nel 2016
- Vincitrice della Coppa del Mondo di slalom speciale nel 2016
- 35 podi (34 in slalom speciale e 1 in slalom parallelo):
  - 4 vittorie (in slalom speciale)
  - 18 secondi posti (17 in slalom speciale, 1 in slalom parallelo)
  - 13 terzi posti (in slalom speciale)

#### Coppa del Mondo - vittorie
| Data             | Località      | Paese    | Specialità |
| ---------------- | ------------- | -------- | ---------- |
| 2 febbraio 2014  | Kranjska Gora | Slovenia | SL         |
| 13 gennaio 2015  | Flachau       | Austria  | SL         |
| 29 dicembre 2015 | Lienz         | Austria  | SL         |
| 10 gennaio 2017  | Flachau       | Austria  | SL         |

Legenda:

SL = slalom speciale

#### Coppa del Mondo - gare a squadre
- 5 podi:
  - 2 vittorie
  - 1 secondo posto
  - 2 terzi posti

### Coppa Europa
- Miglior piazzamento in classifica generale: 10ª nel 2011
- 8 podi:
  - 3 vittorie
  - 2 secondi posti
  - 3 terzi posti

#### Coppa Europa - vittorie
| Data             | Località             | Paese    | Specialità |
| ---------------- | -------------------- | -------- | ---------- |
| 9 gennaio 2005   | Leukerbad            | Svizzera | SL         |
| 23 novembre 2008 | Funäsdalen           | Svezia   | SL         |
| 10 dicembre 2010 | Gressoney-La-Trinité | Italia   | SL         |

Legenda:

SL = slalom speciale

### Campionati svedesi
- 11 medaglie[1]:
  - 4 ori (slalom speciale nel 2007; slalom speciale nel 2013; slalom gigante nel 2017; slalom speciale nel 2018)
  - 4 argenti (slalom speciale nel 2009; slalom gigante nel 2012; slalom gigante nel 2013; slalom gigante nel 2016)
  - 3 bronzi (slalom gigante nel 2009; slalom speciale nel 2012; slalom gigante nel 2015)

### Campionati svedesi juniores
- 1 oro (slalom speciale nel 2005)[senza fonte]